# Aratos z Sykionu

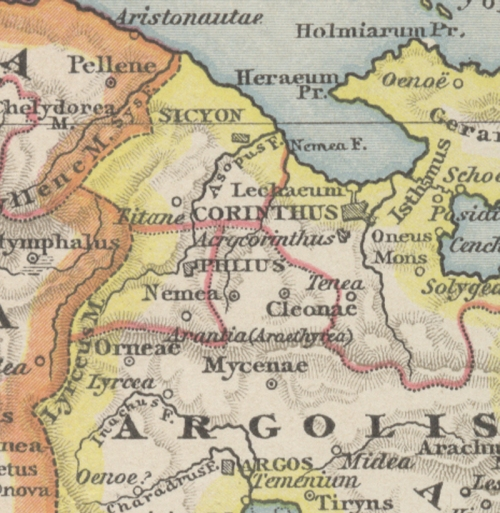
Położenie Sykionu

Aratos z Sykionu, Arat z Sykionu (ur. 271 p.n.e., zm. 213 p.n.e.) – grecki polityk, wieloletni strateg Związku Achajskiego.

## Dzieciństwo
Jako siedmiolatek, syn rządzącego Sykionem Kleiniasa, musiał uciekać z miasta. Jego ojciec został zamordowany przez Abantidasa. Uratowała go ciotka Soso, siostra Abantidasa, która ukryła go u rodziny w Argos.
Po tym wydarzeniu nabrał odrazy do tyranii i na wygnaniu szukał dróg do wyzwolenia swojego miasta spod władzy kolejnych tyranów. Szukał pomocy u królów Macedonii i Egiptu. Ostatecznie jednak uznał, że wygnańcy muszą sami wyzwolić Sykion.

## Wyzwolenie Sykionu
W roku 251 p.n.e. Aratos dojrzał okazję do wyzwolenia miasta spod władzy kolejnego tyrana, Nikoklesa, protegowanego Macedończyków. Dowiedziawszy się o słabszym miejscu w murach miasta, używając drabin, znalazł się w mieście pod osłoną nocy. Towarzyszyło mu kilkudziesięciu innych wygnańców. Wraz z nastaniem dnia zaczęto rozsyłać gońców po mieście, by ludzie zebrali się w teatrze. Tam zgromadzonemu tłumowi herold obwieścił, że Aratos, syn Kleiniasa prosi lud o wyzwolenia swojego miasta. Tłum pobiegł do domu tyrana i podpalił go, a zdezorientowana straż tyrana nie reagowała. Nikokles uciekł podziemnym przejściem. W czasie wyzwalania Sykionu nikt nie odniósł ran, ani nie został zabity. Aratos ogłosił zwrot skonfiskowanych ziem i zaprosił osiemdziesięciu wygnanych za czasów Nikoklesa i pięciuset innych do powrotu. Ogłosił również polityczną równość wszystkich obywateli. Uformował komitet złożony z 16 obywateli (z nim samym w składzie), który sądził sprawy związane z mieniem wygnańców. Zwracał on ziemię wygnańcom, ale wywłaszczenie nowych właścicieli odbywało się za pieniężną rekompensatą. Pieniądze na ten cel otrzymał od zaprzyjaźnionego Egiptu.

## Na czele Związku Achajskiego
Natomiast Macedonia była przeciwnikiem Aratosa. Przyłączył on Sykion do Związku Achajskiego. Było to pierwsze nie-achajskie polis w związku. Dowodził nim wielokrotnie jako strateg. Związek prowadził politykę prodemokratyczną, co kolidowało z interesami Macedonii. W roku 243 p.n.e. zdobył Akrokorynt, wyzwalając tym samym Korynt spod władzy Macedończyków. Zdobył ją z zaskoczenia pod osłoną nocy. W roku 239 p.n.e. zdobył sąsiednie polis Pellene. W sojuszu z Etolami zaatakował Argos. Pomimo zwycięstwa w bitwie pod Kleonaj (Cleonae, Argolis) w 235 p.n.e. (pokonani stracili 1500 żołnierzy, a dowodzący nimi Aristoppos poniósł śmierć), próby zdobycia miasta zakończyły się sukcesem dopiero w roku 229 p.n.e. W tym samym roku Aratos wyzwolił Pireus od garnizonu macedońskiego.

## Wojna ze Spartą
Dzięki jego zwycięstwom wszystkie państwa Peloponezu poza Spartą i Elidą stały się demokracjami. Jednak w międzyczasie znalazł się nowy przeciwnik. Był nim król Sparty Kleomenes III, który dzięki reformom socjalnym przywrócił temu państwu świetność. Wkrótce Aratos zaczął ponosić klęski w walce ze Spartanami. Związek Achajski stracił większość Arkadii, Argos, Korynt i Argolidę. Dawni jego sojusznicy, Etolowie, sprzymierzyli się ze Spartą. Aratos został pobity pod Dyme, gdy wojska Związku prowadzące działania wojenne przeciw sprzymierzonej ze Spartą Elidzie zostały w nocy zaskoczone w drodze przez Spartan. Aratos ledwo uszedł z życiem. Coraz więcej miast związku było zdobywanych przez Spartan i Etolów.

## Sojusz z Macedonią
W tej sytuacji Aratos postanowił sprzymierzyć się z odwiecznym wrogiem, Macedonią pod władzą Antygona Dosona. Ceną za sojusz było wydanie Macedonii Koryntu, który bronił dostępu do Peloponezu. Spartanie bronili się na ufortyfikowanym Istmie Korynckim, ale po zdradzie Argos i jego powrocie do Związku Achajskiego musieli się wycofać. Aratos i Macedończycy odbili większość Arkadii, ale Związek Achajski stracił Megalopolis zniszczone przez Kleomenesa III. Ostatecznie Spartanie zostali pobici przez Antygona Dosona w roku 222 p.n.e. w bitwie pod Selazją. Kleomenes został wygnany, a reformy socjalne cofnięte.

## Ostatnie lata życia
Aratos kontynuował wojnę z Etolami aż do roku 217 p.n.e. Po śmierci Antygona Dosona w roku 222 p.n.e. Aratos, który stracił wiele poparcia wśród miast Peloponezu przez sojusz z Macedończykami, pozostawał w sporze z jego następcą, Filipem V, który chciał uzależnić Związek Achajski od Macedonii. Prawdopodobnie został przez niego otruty w roku 213 p.n.e. Inną przyczyną śmierci mogła być gruźlica.

## Ocena działalności
Jego ciało zostało spalone z najwyższymi honorami wewnątrz murów Sykionu. Miasto ustanowiło dwa święta ku jego czci, jedno w dniu jego urodzin, a drugie w dniu wyzwolenia Sykionu od tyranii. Jednak ocena Aratosa przez potomnych była różnorodna. Z jednej strony, uwolnił Peloponez od tyranii i wygnał z niego Macedończyków. Zjednoczył go także pod demokratycznym przywództwem. Z drugiej strony, jest również odpowiedzialny za powrót Macedończyków na Peloponez.
Aratos był autorem najstarszej znanej autobiografii (zaginionej); głównymi źródłami do poznania jego życia jest dzieło Polibiusza, który korzystał z tej autobiografii, oraz Żywot Aratosa napisany przez Plutarcha.